# Ordynacja zasławska

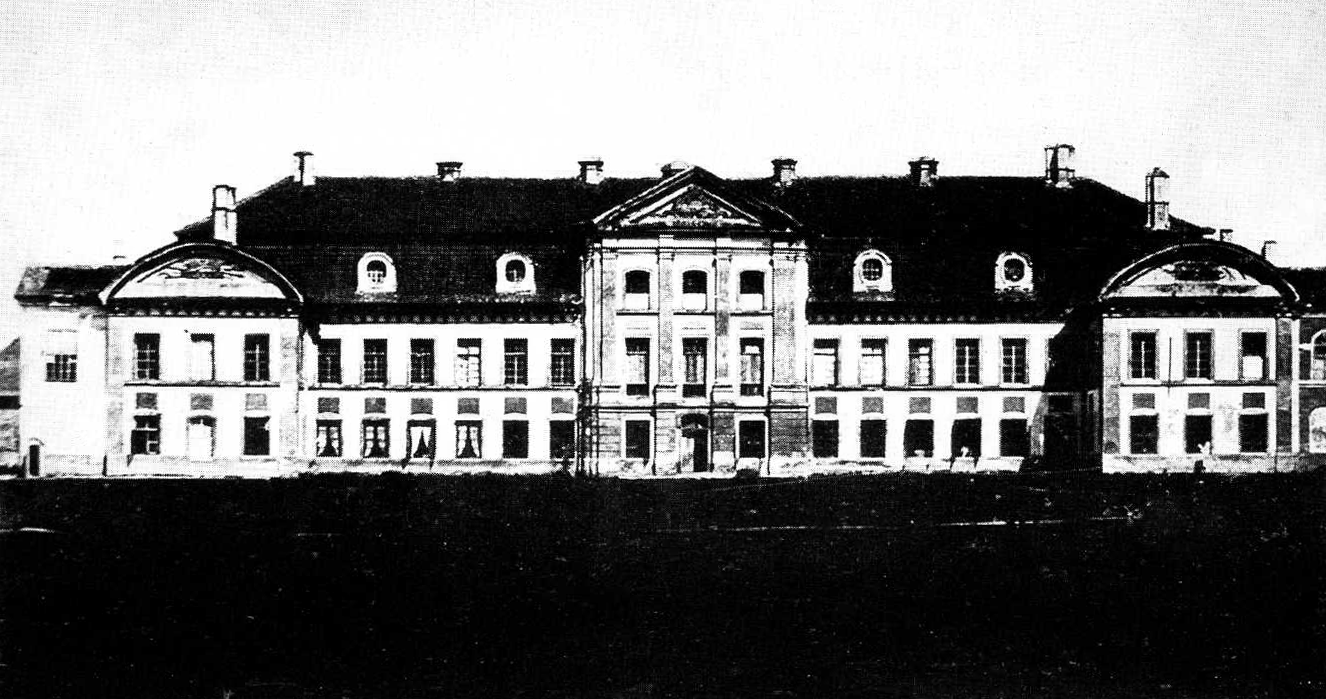
Pałac Sanguszków w Zasławiu

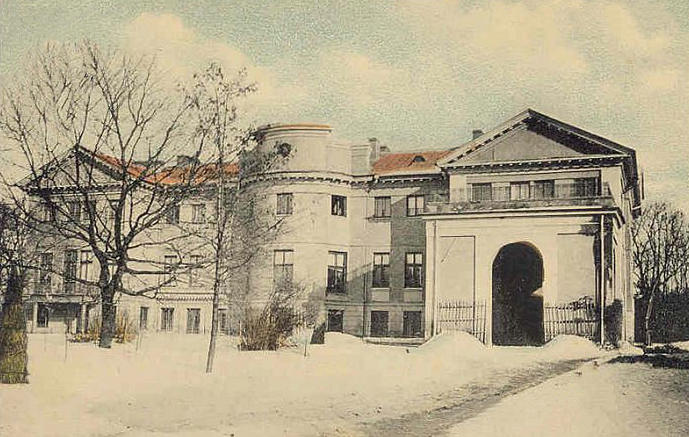
Pałac Sanguszków w Sławucie

Ordynacja zasławska – ordynacja założona w 1907 r. przez Romana Damiana Sanguszkę i zatwierdzona przez cara Mikołaja II. Obejmowała dobra rodziny Sanguszków pozostałe w zaborze rosyjskim, które objął on 1860 roku.
Obejmowała 95 wsi i 3 miasta (Sławutę, Zasław i Kornicę), a także folwarki podzielone na 3 klucze (sławucki, zasławski, białogrodzki). Klucz sławucki obejmował 61 folwarków z 25 tys. ha gruntów ornych, 38 tys. ha lasów iglastych, 3 750 ha lasów liściastych oraz łąk, oraz 3 tys. ha stawów, jezior i nieużytków.
Reskrypt cesarski nie wspominał o siedzibie ordynacji, ale w polskiej literaturze przyjęło się ją nazywać „ordynacją zasławską”, gdyż to klucz zasławski stanowił jej większą część. Sam książę rezydował jednak w Sławucie. Większą część ordynacji stanowiły świetnie zarządzane lasy, jeden z ostatnich tak wielkich kompleksów na Wołyniu.
Ponieważ jej założyciel nie miał dzieci, zgodnie ze statutem jej dziedzicem miał zostać jego bratanek Roman Władysław Sanguszko, który był jej teoretycznym ostatnim ordynatem do 1920 roku, gdy na mocy traktatu ryskiego jej posiadłości znalazły się po stronie Związku Radzieckiego.

## Ordynaci
- Roman Damian Sanguszko (1872–1917), założyciel i I ordynat
- Roman Władysław Sanguszko (1901–1981), II ordynat